# Афанасія Громека
Афанасія Громека (в миру Євгенія Громека) — українська аристократка гербу Абданк, діячка православних монастирських течій у Російській імперії та СССР. Авторка терміну «катакомбна церква».

## Біографія
Народилася в сім'ї седлецького губернатора Степана Громеки. Її братами були літературний критик Михайло Громека та математик Іполит Громека. Здобула вищу педагогічну освіту. Якийсь час була «світською петербурзькою жінкою».
Вступила послушницею до Леснянського монастиря під духовне керівництво його настоятельки ігуменії Катерини Єфимівської. 
У 1899 була призначена першою настоятелькою новоствореного жіночого монастиря святого Антонія в Радечниці. Монастир цей зайняв будівлі колишнього католицького монастиря бернардинів, у якому з 1885 перебувала православна чоловіча чернеча громада. Ставши на чолі нового монастиря, черниця Афанасія отримала сан ігумені. Спочатку керувала громадою, що складалася з десятка черниць, однак, завдяки її здібностям, монастир став швидко розвиватися: вже через рік в громаді було 20-30 насельниць, а в 1914 — 127 черниць і послушниць. Монастир у Радечниці вів масштабну громадську діяльність.
Розмірене життя монастиря перервала Перша світова війна. У 1915 чернеча громада на чолі з ігуменією Афанасією була евакуйована в Петроград, де з 1913 діяло подвір'я даного монастиря. Ігуменя була гостею і порадницею одного з братств в ім'я святої Софії, що сформувалося в Петрограді в післяреволюційні роки.
У 1920, коли на подвір'ї залишалося 36 сестер під керівництвом ігумені Афанасії, якими опікувався священик Михайло Савчук, його перейменували на Холмський Богородицький монастир, проте невдовзі насельниці повернулися до Польщі. Входила до Братства Святої Софії, яке збиралося на квартирі у протоієрея Миколи Чукова.
Після того, як черниці були вигнані зі свого храму обновленцями, яких ігуменя Афанасія не визнала, громада не розпалася, а продовжувала своє існування як «домашній» монастир. У двох із чотирьох листах, що збереглися, ігуменя Афанасія, кілька разів вживає висловлювання «мої катакомби», «моя таємна катакомбна церква». З контексту видно, що так вона позначає свій домашній храм, протиставляючи свої "катакомби" офіційно діючому храму обновленців. Для ігумені Афанасії термін «катакомби» поширювався на православні громади, що протистояли обновленству, що підносило під час богослужіння всупереч забороні влади ім'я патріарха Тихона.
Листування черниці було опубліковане вже у XXI столітті. У передмові до публікації листів матері Афанасії не наводиться жодних її біографічних даних. Крім митрополита Євлогія писала і міністру А. Булигіну.